# Love (Brigantony)
Love è il 16° album discografico di Brigan Tony, pubblicato nel 1990.

## Descrizione
Ad aprire il CD è Liscia, ballata spagnoleggiante a difesa dell'orgoglio meridionalista; goliardica e orecchiabile, è un brano estivo ma che fa riflettere. Segue Cancru rock, pop-blues sul pericolo del fumo; un'iniziativa lodevole, che coglie nel segno anche grazie all'ironia. rock ne A cura pi scalari, brano sull'ossessione per la dieta e la virilità, con un ritornello incalzante. Segue Cavallo stanco, un tango sulle difficoltà virili di un uomo che le tenta tutte per contrastare l'incedere degli anni "a letto"; il ritornello è argentino nella musicalità.
Ballata romantica Mein libe ya ya italo-tedesca, dedicata all'amore e alla nostalgia degli emigranti. Lambada moderna è Chi mi facisti fari, incalzante ballata sull'amore, con ironia e comicità. I figghi to luntanu, ballata sulla Sicilia e sugli emigrati, con una chitarra stupenda e una vocalità commossa. Papà babbu è una ballata in cui un bimbo chiede domande al padre sulla sessualità, imbarazzando il protagonista. Australia ancora ricalca l'emigrazione, con meno nostalgia e più ottimismo. A festa de tignusi è un'ironica dissertazione di stampo romanesco, un cadeau da locale.

## Tracce
1. Liscia – 3:05
2. Cancru rock – 3:12
3. 'A cura pi scalari – 3:14
4. Cavallo stanco – 4:19
5. Mein libe ya ya – 3:46
6. Chi mi facisti fari – 3:00
7. I figghi to' luntanu – 2:54
8. Papà babbu – 3:17
9. Australia – 2:46
10. 'A festa de tignusi – 5:28